# خودروی اسپورت
خودروی اسپورت یا ورزشی، اصطلاحی است که به خودروهای پرسرعت، کم‌ساخت و گاهی روباز گفته می‌شود.
طرح موتور و انتقال نیرو
موقعیت موتور و چرخ‌های محرک تأثیر اساسی بر کنترل خودرو دارد و بنابراین در طراحی خودروهای اسپرت اهمیت ویژه‌ای دارد. به‌طور سنتی، در بیشتر خودروهای اسپرت از سیستم محرک عقب استفاده می‌شود و موتور یا در جلو (چیدمان موتور جلو-محور عقب) یا در وسط (چیدمان موتور وسط-محور عقب) قرار می‌گیرد. نمونه‌هایی از خودروهای اسپرت با چیدمان FR شامل Caterham 7، Mazda MX-5 و Dodge Viper هستند. نمونه‌هایی از خودروهای اسپرت با چیدمان MR شامل Ferrari 488، Ford GT و Toyota MR2 می‌شوند. برای جلوگیری از جابه‌جایی مرکز ثقلی به جلو، بسیاری از خودروهای اسپرت با چیدمان FR طوری طراحی شده‌اند که موتور در بخش عقبی محفظه موتور، نزدیک به جداکننده قرار دارد.
از دهه ۱۹۹۰، سیستم انتقال نیرو به چهار چرخ در خودروهای اسپرت بیشتر رواج یافته است. چهار چرخ متحرک باعث بهبود شتاب و ویژگی‌های کنترل خودرو می‌شود، اما اغلب از نظر وزن سنگین‌تر و از نظر مکانیکی پیچیده‌تر از طرح‌های سنتی است.
چیدمان صندلی‌ها
به‌طور سنتی، رایج‌ترین چیدمان خودروهای اسپرت رودستر (خودروی دونفره بدون سقف ثابت) بود. با این حال، چندین نمونه از خودروهای اسپرت اولیه با چهار صندلی نیز وجود دارد.
خودروهای اسپرت معمولاً برای حمل و نقل منظم بیش از دو نفر بزرگسال طراحی نشده‌اند، به همین دلیل اکثر خودروهای اسپرت مدرن اغلب دو نفره یا با چیدمان ۲+۲ هستند. خودروهای بزرگ‌تر با صندلی‌های عقب جادارتر معمولاً به عنوان سدان‌های اسپرت شناخته می‌شوند و نه خودروهای اسپرت 
مدل McLaren F1 از سال ۱۹۹۳ تا ۱۹۹۸ به دلیل استفاده از چیدمان سه‌نفره که ردیف جلو دارای صندلی مرکزی راننده است، مورد توجه بوده است.

## بررسی
خودروهای اسپرت می‌توانند مجلل یا غیرمجلل باشند اما رانندگی و عملکرد مکانیکی در آن‌ها مورد نیاز است. بسیاری از رانندگان به نام و برند خودرو و سابقه و شهرت آن در مسابقات به عنوان معیار کیفیت خودروی اسپرت توجه می‌کنند (مانند خودروهای پورشه، لوتوس و فراری)؛ اما برندهایی نیز مانند لامبورگینی موجودند که خودروهای مسابقه‌ای نمی‌سازند اما به صورت انبوهی میان دوست‌داران خودروهای اسپرت طرفدار دارند.

## خودروی اسپرت در مقابل خودروهای ورزشی
برخی خودروهای دنیا ممکن است ورزشی باشند اما به گروه خودروهای اسپرت تعلق نداشته باشند؛ بطوریکه بسیاری از خودروهای اسپرت کامپکت، سدان اسپرت، عضلانی، هات هاچبک و غیره، با اینکه ویژگی‌های مشترکی با خودروهای اسپرت دارند، خودروی اسپرت به‌شمار نمی‌آیند. آنان بیشتر بخاطر جا بازکردن در بازار فروش به نام خودروهای اسپرت در می‌آیند.

## نگارخانه

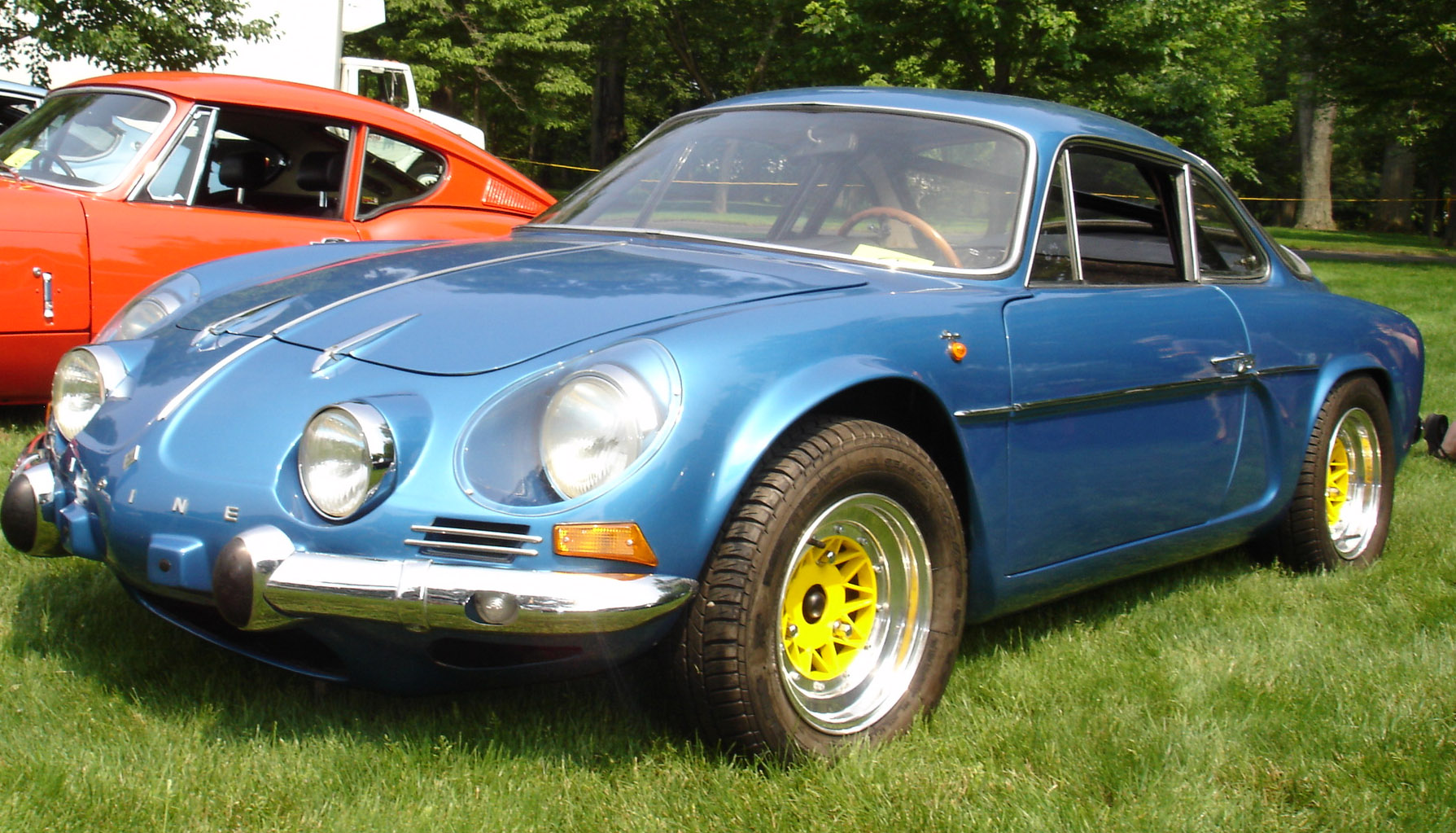
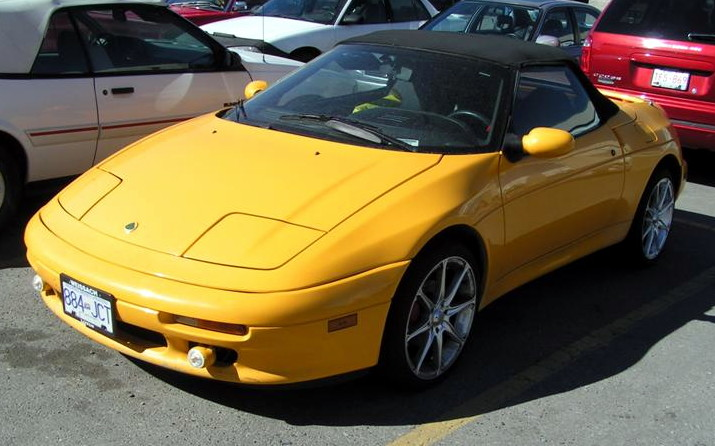
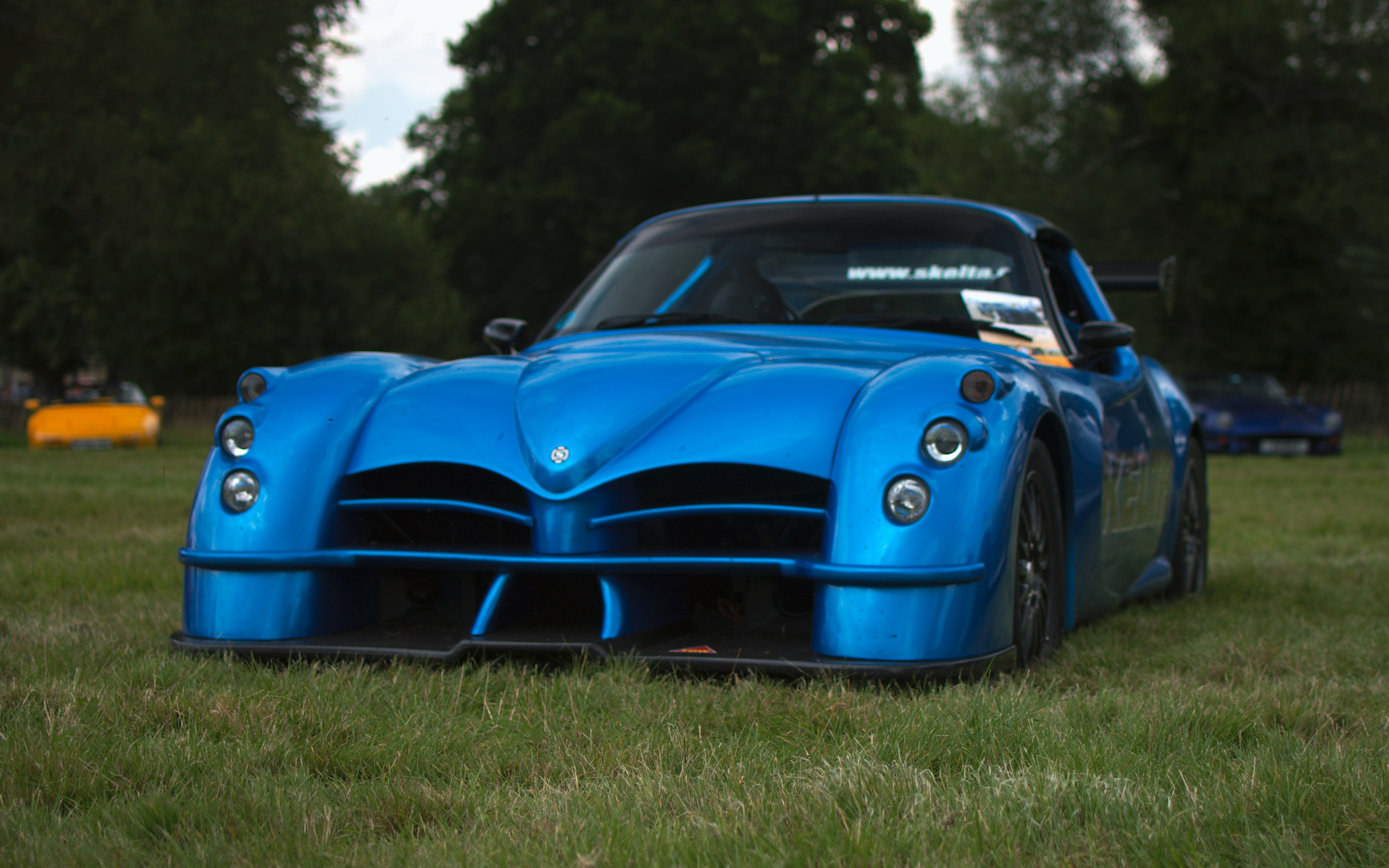